# سكفيرا
سكفيرا (بالأوكرانية: Скви́ра)‏ هي مدينة في بيلا تسيركفا رايون في مقاطعة كييف وسط أوكرانيا، تبلغ مساحتها 6,328 كـم2 (2,443 ميل2)، يبلغ عدد سكانها حوالي 15,165 حسب تعداد عام 2022.